# Галіфакс (Вермонт)
Галіфакс (англ. Halifax) — місто (англ. town) в США, в окрузі Віндем штату Вермонт. Населення — 771 особа (2020).

## Демографія
Згідно з переписом 2010 року, у місті мешкало 728 осіб у 330 домогосподарствах у складі 203 родин. Було 542 помешкання
Расовий склад населення:
| - 97,5 % — білих - 0,5 % — чорних або афроамериканців - 0,3 % — корінних американців - 0,1 % — азіатів |

До двох чи більше рас належало 1,5 %. Частка іспаномовних становила 0,8 % від усіх жителів.
За віковим діапазоном населення розподілялося таким чином: 17,6 % — особи молодші 18 років, 65,8 % — особи у віці 18—64 років, 16,6 % — особи у віці 65 років та старші. Медіана віку мешканця становила 47,9 року. На 100 осіб жіночої статі у місті припадало 102,8 чоловіків;  на 100 жінок у віці від 18 років та старших — 102,0 чоловіків також старших 18 років.
Середній дохід на одне домашнє господарство  становив 63 648 доларів США (медіана — 50 795), а середній дохід на одну сім'ю — 73 363 долари (медіана — 68 393). Медіана доходів становила 44 464 долари для чоловіків та 32 375 доларів для жінок. За межею бідності перебувало 15,0 % осіб, у тому числі 31,0 % дітей у віці до 18 років та 13,5 % осіб у віці 65 років та старших.
Цивільне працевлаштоване населення становило 343 особи. Основні галузі зайнятості: освіта, охорона здоров'я та соціальна допомога — 21,0 %, мистецтво, розваги та відпочинок — 17,2 %, будівництво — 16,6 %.